# Wyszkowo (województwo warmińsko-mazurskie)
Wyszkowo (do 1945 niem. Hohenfürst) – osada w Polsce położona w województwie warmińsko-mazurskim, w powiecie braniewskim, w gminie Lelkowo.
W latach 1975–1998 miejscowość administracyjnie należała do województwa elbląskiego.